# Miragaia e Marteleira
Miragaia e Marteleira est une paroisse civile portugaise (en portugais : freguesia) de la municipalité de Lourinhã, dans le district de Lisbonne.
Son nom officiel est União das freguesias de Miragaia e Marteleira. Elle est créée par la loi no 11-A/2013 du 28 janvier 2013 portant réorganisation administrative du territoire des freguesias, en fusionnant Marteleira et Miragaia. Son siège est à Miragaia.
Lors du recensement de 2021, Miragaia e Marteleira compte 3 479 habitants.